# سمكة المهرج تشاغوس
سمكة المهرج تشاغوس (الإسم العلمي:Amphiprion chagosensis)، هو نوع من الأسماك يتبع جنس سمكة المهرج من فصيلة البوماسنتريدي. سثميت بهذا الاسم نسبةً إلى أرخبيل تشاغوس.

## معرض صور

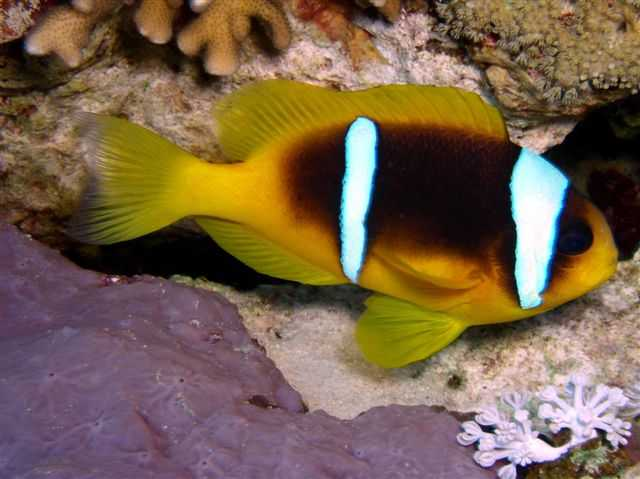
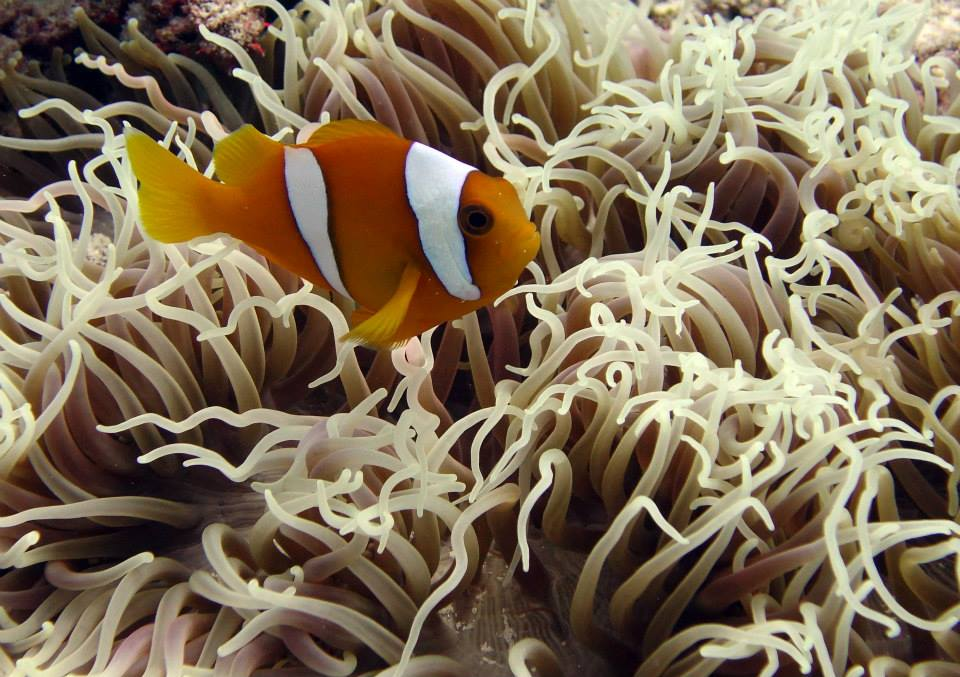
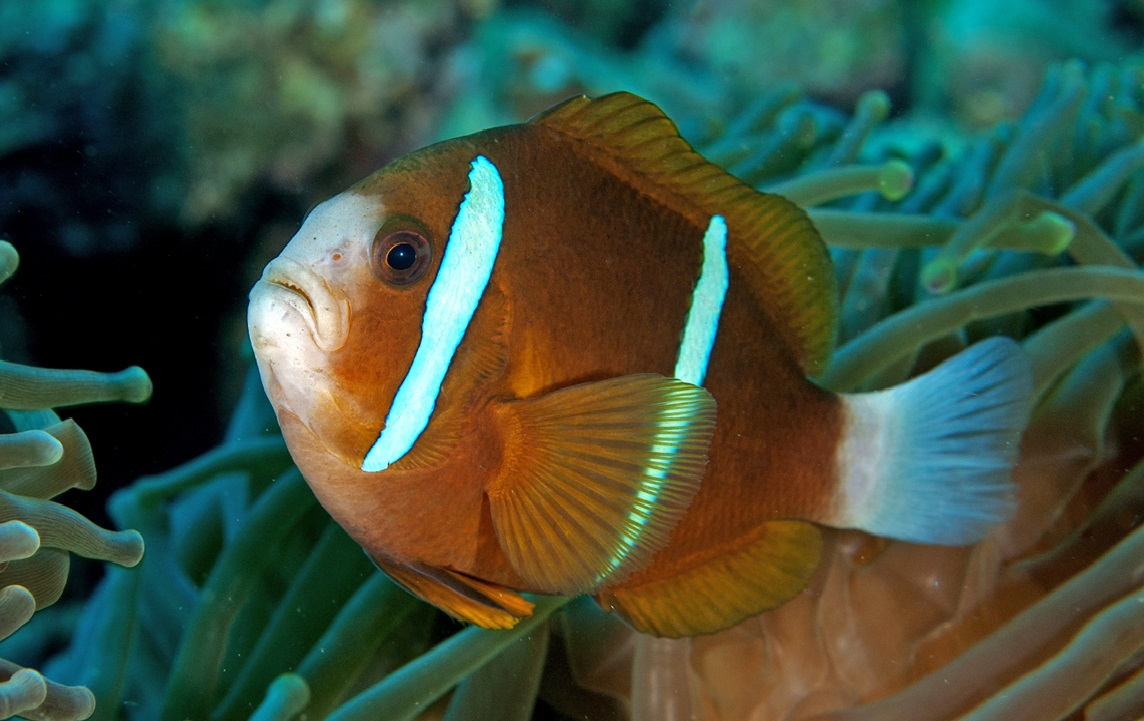
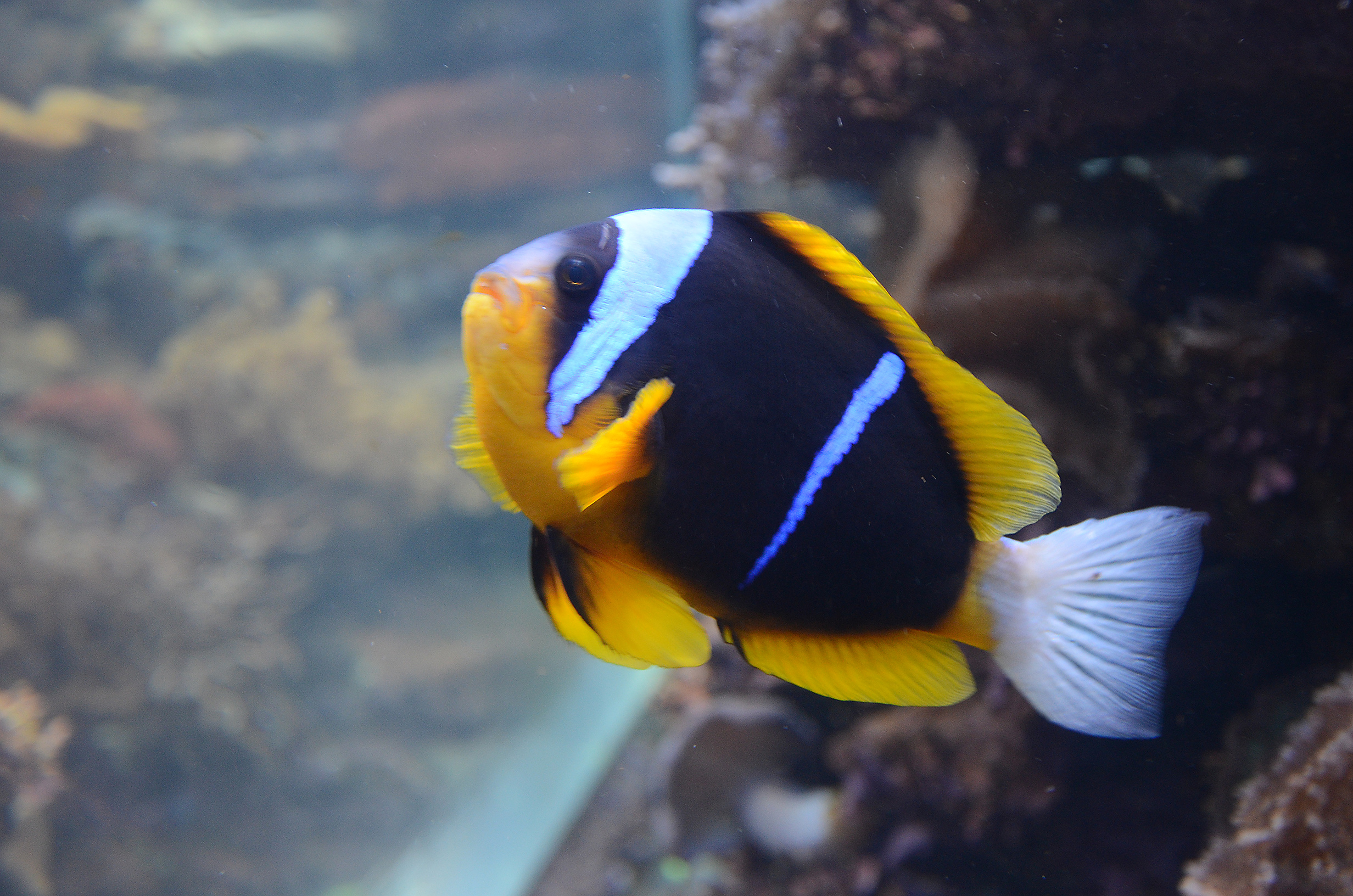